# Austrocedrus chilensis
Austrocedrus chilensis, el len o ciprés de la cordillera, es la única especie del género de plantas Austrocedrus, el cual pertenece a la familia de las cupresáceas.

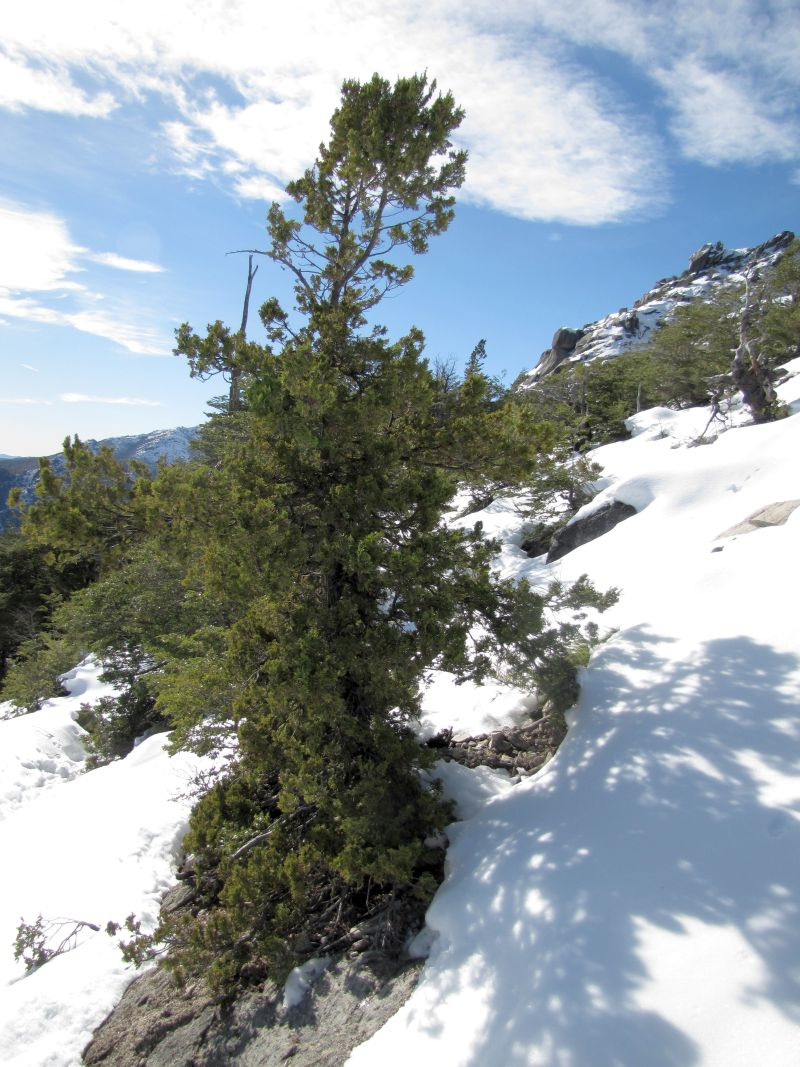
Vista de la planta

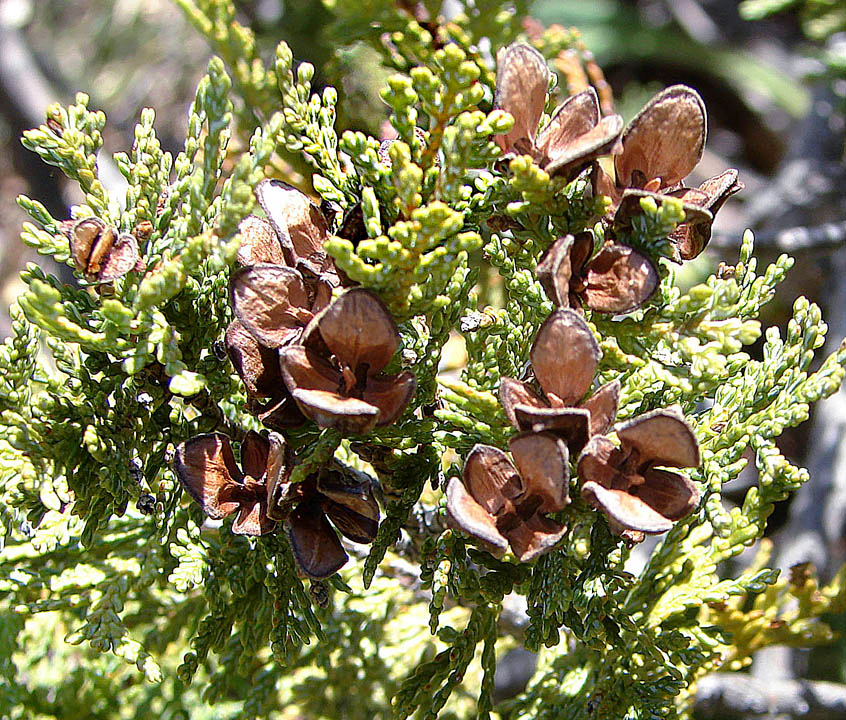
Conos

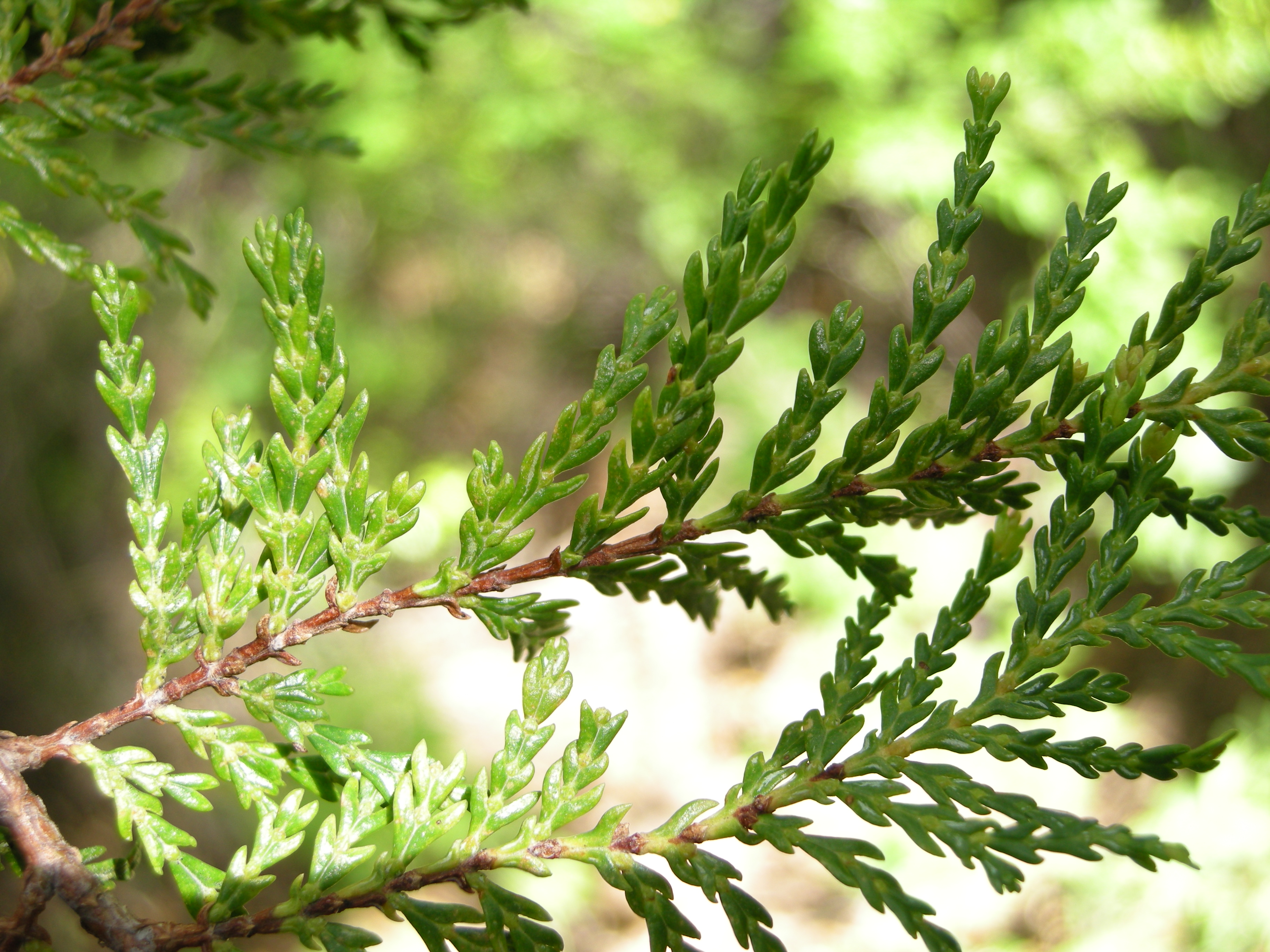
Hojas

## Área de difusión y estado de conservación
En la Argentina se extiende desde el norte de Neuquén —valles occidentales de la Cordillera del Viento— hasta Santa Cruz, y es, por lo tanto, la conífera más extendida geográficamente en el país. Es muy característico de los alrededores de las ciudades turísticas de San Martín de los Andes, San Carlos de Bariloche y El Bolsón.
La Argentina posee aproximadamente el 70 % de los ejemplares, ya que esta especie además de desarrollarse en los bosques andinos, colonizando especialmente laderas con fuertes pendientes, también crece en la pre-estepa, una zona semi-desértica única del país. Por diversas razones, en este país presenta un mejor estado de conservación que en Chile.
En Chile, crece en la Cordillera de los Andes desde el río Aconcagua en la Región de Valparaíso hasta el sur de Palena en la Región de Aysén. En este país se hacen esfuerzos para preservar esta especie de coníferas junto al Pilgerodendron uviferum (ciprés de las Guaitecas) y Fitzroya cupressoides (alerce patagónico).
Este árbol se encuentra entre los 400 y 1600 metros sobre nivel del mar.
Una de las principales amenazas para la subsistencia de la especie son los incendios; al ser una especie establecida en zonas semidesérticas, es especialmente susceptible a los mismos. Por otro lado, sus raíces suelen trasladar bajo tierra y conservar durante cierto tiempo pequeños fuegos o brasas, que se expanden al exterior bajo condiciones favorables a los incendios, a veces semanas después de iniciado el mismo.

## Características
Es un árbol de crecimiento lento pero con buena regeneración y resistencia. Ha sido plantado en la costa norte del Pacífico de los Estados Unidos. En condiciones naturales su plantación tiene éxito únicamente bajo algún tipo de cobertura arbórea o arbustiva que la proteja del estrés por déficit hídrico en situaciones de total exposición al sol. Crece hasta una altura promedio de 20 y 25 metros, pero se han hallado individuos que excepcionalmente han alcanzado los 37 metros, y en otros casos hasta los 44 metros.
Los individuos presentan una copa cónica y ramas aplanadas, hojas pequeñas, opuestas y escamiformes. La inflorescencia masculina forma pequeños amentos cilíndricos y la femenina forma conos ovoides de color verdoso, que luego vira al marrón. Posee pocas semillas aladas.

## Utilización de la madera
Ya por investigaciones arqueológicas se conoce su uso en contextos prehispánicos como materia prima para la fabricación de canoas, debido a su excelente flotabilidad. Por lo mismo se utilizó también en la fabricación de canoas mortuorias, en los llamados enterramientos wampo, como el de una mujer joven en Newen Antug, Neuquén, Argentina, (880 AP, o 1120 d. C. aproximadamente) que ha servido para afirmar la profundidad cronológica y cultural de prácticas funerarias mapuches a ambos lados de la Cordillera que después serían registradas en tiempos históricos.
El diseño y el color atractivo de la madera lo ha hecho predilecto para la construcción de muebles y viviendas en las zonas en las que se lo encuentra, por lo que su comercialización ha aumentado el precio con relación a otras coníferas. La arquitectura de uso turístico en los bosques andinos argentinos suele utilizar troncos de ciprés a la vista —sin entablonar— como estructura y ornamentación.
Por su forma recta y resistencia a la pudrición, el tronco también se emplea para hacer postes de electricidad y rodrigones para viñas.
La leña es dura y aromática, los habitantes de la región lo prefieren para su uso hogareño. Todos estos usos —junto con el aumento de la extensión de localidades turísticas en la zona de bosques— han reducido la extensión de los bosques de ciprés de la cordillera.

## Taxonomía
Austrocedrus chilensis fue descrita por David Don, reclasicada por Pichi Sermolli & Bizzarri y publicado en Webbia 32(2): 482. 1978.
Etimología
Austrocedrus: nombre genérico compuesto que significa "cedro austral"
chilensis: epíteto geográfico que alude a su localización en Chile.
Sinónimos
- Thuja chilensis D.Don
- Thuja andina Poepp.
- Libocedrus chilensis (D. Don) Endl.
- Austrocedrus chilensis (D. Don) Florin et Bout.[6]
- Cupressus chilensis Gillies ex Hook.
- Cupressus thujoides Pav. ex Carrière
- Libocedrus excelsa Gordon
- Thuja cuneata Dombey ex Endl.[7]